# HAL HF-24 Marut
L'HAL HF-24 Marut (in sanscrito spirito della tempesta) era un cacciabombardiere costruito dall'azienda indiana Hindustan Aeronautics Limited (HAL) negli anni sessanta ed utilizzato nella Bhāratīya Vāyu Senā, l'aeronautica militare indiana.

## Storia
Progettato all'inizio degli anni sessanta dal prof. Kurt Tank, famoso ingegnere aeronautico tedesco nel periodo della seconda guerra mondiale, fu il primo aereo militare interamente progettato e realizzato in India.
Il primo modello a volare fu insolitamente il mock-up interamente in legno, sganciato in volo per i test preliminari. Il primo volo vero e proprio venne eseguito il 17 giugno 1961. Sebbene fosse risultato un buon progetto non poté mai esprimere appieno il suo potenziale a causa di una insufficiente spinta erogata dai 2 motori Bristol-Siddeley Orpheus Mk.703.
Infatti pur se originariamente era stato concepito per operare nelle vicinanze di Mach 2, il velivolo riusciva appena a superare Mach 1 in volo livellato, precludendogli anche il ruolo di attacco a terra a cui era destinato. Per ricoprire quel ruolo alla fine si è rivelato più opportuno e meno costoso dotare la IAF di velivoli acquistati in Unione Sovietica piuttosto che continuare lo sviluppo del Marut, soprattutto dopo che il prof. Tank abbandonò il programma nel 1967. Gli unici due tentativi, nessuno dei due andato a buon fine, riguardarono la possibilità di dotare gli originali Orpheus di un postbruciatore oppure di sostituirli con i più potenti Rolls-Royce RB.153.
In totale vennero prodotti 147 esemplari, 18 dei quali addestratori biposto. Gli ultimi Marut vennero ritirati dal servizio attivo nel 1985 completando la sostituzione da parte dei MiG-23BN ed UB.

## Velivoli attualmente esistenti
Si può ammirare un esemplare di HF-24 Marut del 1964 esposto nel Deutsches Museum Flugwerft Schleißheim di Oberschleißheim, nei pressi di Monaco di Baviera, Germania.

## Versioni
- Marut Mk.1 - caccia monoposto attacco al suolo.
- Marut Mk.1T - versione biposto da addestramento.

## Utilizzatori
India
- Bhartiya Vāyu Senā
  - No.10th Squadron, Indian Air Force
  - No.31th Squadron, Indian Air Force
  - No.220th Squadron, Indian Air Force

## Velivoli comparabili
Egitto
- Helwan HA-300

 Regno Unito
- Hawker Hunter

 Unione Sovietica
- Sukhoi Su-7